# Antonio Bosch Penalva
Antonio Bosch Penalva, que habitualmente firmaba con uno o dos de sus apellidos, fue un historietista e ilustrador español, nacido en Barcelona el 12 de noviembre de 1925. Hermano mayor del también ilustrador Jordi Penalva.

## Biografía
Antonio inicia la carrera de Bellas Artes, pero con 16 años empieza a trabajar en una empresa artesana de decoración y embellecimiento del cristal.
Tras ser rechazadas sus primeras muestras por Editorial Bruguera, colabora con Hispanoamericana y Ameller. También ilustra libros de texto para el bachillerato. En 1945 crea "Yakub, el pequeño vagabundo", su primer personaje, para la Editorial Fantasio, aunque sólo dura cuatro números.
En 1947, mientras está realizando el servicio militar, la recuperación de la revista Pulgarcito le da la oportunidad de publicar la más famosa de sus series: Silver Roy. En El Campeón, dibuja Erik, el enigma viviente.
A partir de 1952, se dedica sobre todo a la realización de portadas, entre las que destacan, por su elegancia, las de la revista Can Can en 1958, siempre para Editorial Bruguera.
Desde 1961 al 66, producirá seriales de romance para el mercado inglés, llegando a viajar a Londres y Bruselas.
Volverá luego a decantarse por la ilustración, mucho mejor pagada, aunque en 1975 realizó la historieta "Los gorriones", con guion de Mariano Hispano, para el extranjero.

## Obra
| Años | Título                           | Guionista                      | Tipo       | Publicación                                          |
| ---- | -------------------------------- | ------------------------------ | ---------- | ---------------------------------------------------- |
| 1943 | Cuento Infantil                  |                                | Serial     | Hispano Americana: Infantil de las Grandes Aventuras |
| 1946 | Yakub, el Pequeño Vagabundo      |                                | Serial     | Fantasio                                             |
| 1947 | Silver Roy, el Comando Solitario | Antonio Bosch, Rafael González | Serie      | Pulgarcito                                           |
| 1947 | Titán, el Invencible             |                                | Monografía | Bruguera                                             |
| 1948 | Erik, el Enigma Viviente         |                                | Serie      | El Campeón                                           |
| 1950 | Silver Roy, el Comando Solitario |                                | Monografía | Bruguera: Magos del Lápiz                            |
| 1975 | Els Estornells                   | Mariano Hispano                | Serie      | Cavall Fort                                          |